# Doryopteris skinneri
Doryopteris skinneri là một loài dương xỉ trong họ Pteridaceae. Loài này được Hook. C. Chr. mô tả khoa học đầu tiên năm 1905.